# Phyllota humifusa
Phyllota humifusa är en ärtväxtart som beskrevs av George Bentham. Phyllota humifusa ingår i släktet Phyllota och familjen ärtväxter. Inga underarter finns listade i Catalogue of Life.